# Samsung Galaxy Folder 2
Das Samsung Galaxy Folder 2 ist ein Smartphone, das 2017 von Samsung auf den Markt gebracht wurde. Dieses Gerät wurde zunächst in China und Südkorea mit einem Preis von etwa 250 US-Dollar auf den Markt gebracht, was es in der unteren Preiskategorie der Mittelklasse-Smartphones einordnet. Das Hauptmerkmal dieses Telefons ist sein ungewöhnlicher Formfaktor, der ein Klapphandy mit einem Smartphone kombiniert.

## Rezeption
Das Galaxy Folder 2 wurde oft für seine metallische Bauweise und den einzigartigen Formfaktor gelobt, wird aber auch als unpraktisch und möglicherweise überteuert bezeichnet.